# 박정민 (배우)
박정민(한국 한자: 朴正民, 1987년 3월 24일 ~ )은 대한민국의 배우이다.

## 생애 및 경력
박정민은 경기도 안산시 고잔동에서 태어났으며 서울특별시 노원구 상계동을 거쳐 경기도 성남시 분당구에서 성장하였다. 박정민은 전국구로 모집하는 기숙사학교의 고등학교에 진학한다.
중학교 시절, 박정민은 친구들과 우연히 강원도에 놀러갔다가 배우 박원상을 만나게 되었는데 박원상 자신이 연극배우이며 곧 '와이키키 브라더스'(2001)가 개봉한다면서 해당 작품을 꼭 보러와달라는 부탁을 했다고 한다. 이를 기억한 그는 후에 영화를 찾아서 봤는데, 한 인터뷰에서 박정민은 이 영화를 계기로 하여 연기에 매력을 느끼게 되었다고 밝혔다.
박정민은 고등학생 당시에도 연기를 해야겠다고 생각했지만 타지에서 학교를 다닐 뿐더러 근처에 연기학원이 없어 독학으로 배울 수 있는 연출을 공부했다. 그는 연출을 공부하며 자신이 직접 영화를 찍어 출연하자는 생각을 했다고 한다. 그렇게 3년 동안 시놉시스를 쓰고 영화를 보며 공부를 한 후 한국예술종합학교 영상원 영화과 시험에 응시했지만 불합격을 받고 그 해 고려대학교 안암캠퍼스 인문학부에 입학한다. 그러나 연기를 전공으로 배우고 싶었던 박정민은 입학한지 몇달만에 중퇴를 결심하고 다시 시험을 봐서 이듬해 한국예술종합학교 영상원 영화과에 입학하게 된다.
인터뷰에서 말하길, 한국예술종합학교에서 영화 연출을 배우면서도 연기에 대한 갈증이 해소되지 않았다고 한다. 연극을 준비하면 할수록 무대에 서고 싶다는 열망이 강해졌고 촬영이 시작되는 동시에 무대에서 사라지는 자신이 힘들었다고 한다. 결국 연극과로 전과를 하자는 결심을 했지만 각 과의 특색이 강한 한예종에서의 전과는 매우 어렵고 영화과에서 연극과로 전과를 한 사례가 없었기에 주변의 시선이 좋지는 않았다고 한다. 박정민은 먼저 연극을 부전공으로 신청하고는 모든 연극과 수업을 들었다. 그리고 부전공인 연극과 시험에서 올A+를 받아 교수님이 좋게 봐주시기 시작했고, 전과 입시시험을 볼 수 있게 됐다고 밝혔다.
2011년 독립영화 《파수꾼》으로 데뷔했다. 이후 《전설의 주먹》, 《감기 (영화)》, 《사춘기 메들리》, 《너희들은 포위됐다》, 《들개 (2014년 영화)》 등에 출연하며 작품활동을 이어오다가 2016년 영화 《동주》에서 독립운동가 송몽규 열사 역을 맡아 열연하며 그해 청룡영화상, 백상예술대상, 황금촬영상의 신인상을 수상하였다. 또한 《응답하라 1988》에도 단역으로 출연했는데 10분 남짓한 출연에도 뛰어난 연기력으로 존재감을 드러냈다.
2017년도에 개봉한 《그것만이 내 세상》에서 서번트 증후군을 앓는 피아노 천재 '진태' 역을 열연하며 호평을 받았고, 2018년도 《변산 (영화)》에서 뛰어난 랩실력을 보여주며 배우로서의 능력과 함께 노력이 더해진 연기파 배우로서 작품활동을 이어나가고 있다.

## 학력
- 안산중앙초등학교 (전학)
- 중탑초등학교 (졸업)
- 하탑중학교 (졸업)
- 2005년 한일고등학교 (졸업)
- 2007년 고려대학교 인문학부 (중퇴)
- 2012년 한국예술종합학교 연극원 연기과 예술사 (중퇴)[5]

## 출연 작품

### 영화
| 연도 | 제목                              | 활동     | 역할                 | 관객수  | 비고               |
| ---- | --------------------------------- | -------- | -------------------- | ------- | ------------------ |
| 2011 | 파수꾼                            | 주연     | 백희준               | 2만명   | 독립영화           |
| 2012 | 댄싱퀸                            | 조연     | 뽀글이               | 405만명 |                    |
| 2013 | 전설의 주먹                       | 조연     | 어린 임덕규          | 174만명 |                    |
| 2013 | 감기                              | 조연     | 차철교               | 311만명 |                    |
| 2014 | 피끓는 청춘                       | 조연     | 황규                 | 167만명 |                    |
| 2014 | 들개                              | 주연     | 이효민               | 3천명   |                    |
| 2014 | 신촌좀비만화                      | 주연     | 비젠/보현            |         | 단편영화 <유령> 편 |
| 2015 | 태양을 쏴라                       | 조연     | 첸                   | 1만명   |                    |
| 2015 | 오피스                            | 조연     | 이원석               | 44만명  |                    |
| 2016 | 동주                              | 주연     | 송몽규 / 소무라      | 116만명 |                    |
| 2016 | 순정                              | 조연     | 용수                 | 23만명  |                    |
| 2016 | 무서운 이야기 3: 화성에서 온 소녀 | 주연     | 동근                 | 9만명   | <로드레이지> 편    |
| 2017 | 더 킹                             | 조연     | 허기훈               | 531만명 |                    |
| 2017 | 아티스트: 다시 태어나다           | 주연     | 재범                 |         |                    |
| 2017 | 임금님의 사건수첩                 | 특별출연 | 의경세자             | 163만명 |                    |
| 2018 | 그것만이 내 세상                  | 주연     | 오진태               | 341만명 |                    |
| 2018 | 염력                              | 조연     | 김정현               | 98만명  |                    |
| 2018 | 변산                              | 주연     | 김학수 / 심뻑        | 49만명  |                    |
| 2019 | 사바하                            | 주연     | 정나한               | 239만명 |                    |
| 2019 | 타짜: 원 아이드 잭                | 주연     | 도일출               |         |                    |
| 2019 | 시동                              | 주연     | 고택일               |         |                    |
| 2020 | 사냥의 시간                       | 주연     | 상수                 |         | 넷플릭스 개봉      |
| 2020 | 다만 악에서 구하소서              | 주연     | 유이                 |         |                    |
| 2021 | 기적                              | 주연     | 정준경               |         |                    |
| 2021 | 반장선거                          | 감독     | 연출,각본            |         | 왓챠 공개          |
| 2022 | 일장춘몽                          | 주연     | 검객                 |         | 단편 보기          |
| 2022 | 헤어질 결심                       | 특별출연 | 홍산오               |         |                    |
| 2023 | 밀수                              | 주연     | 장도리               |         |                    |
| 2023 | 천박사 퇴마 연구소: 설경의 비밀   | 우정출연 | 선녀무당             |         |                    |
| 2023 | 너와 나                           | 조연     | 똘이 아범            |         |                    |
| 2024 | 전,란                             | 주연     | 종려                 |         |                    |
| 2024 | 1승                               | 주연     | 강정원               |         |                    |
| 2024 | 하얼빈                            | 주연     | 우덕순               |         |                    |
| 2025 | 얼굴                              | 주연     | 임동환 / 젊은 임영규 |         |                    |

### 드라마
| 연도 | 방송사     | 제목                      | 활동     | 역할                 | 비고 |
| ---- | ---------- | ------------------------- | -------- | -------------------- | ---- |
| 2011 | KBS2       | 드라마 스페셜-휴먼 카지노 | 조연     | 차태오               |      |
| 2011 | MBC        | 심야병원                  | 단역     | 박재범               |      |
| 2012 | MBC        | 신들의 만찬               | 조연     | 정미소               |      |
| 2012 | MBC        | 골든타임                  | 조연     | 장영우               |      |
| 2013 | KBS2       | 사춘기 메들리             | 주연     | 신영복               |      |
| 2014 | SBS        | 너희들은 포위됐다         | 주연     | 지국                 |      |
| 2014 | 웹드라마   | 모모살롱                  | 주연     | 김창균               | 보기 |
| 2014 | tvN        | 일리있는 사랑             | 조연     | 장기태               |      |
| 2015 | tvN        | 응답하라 1988             | 특별출연 | 박종훈               |      |
| 2016 | tvN        | 안투라지                  | 주연     | 이호진               |      |
| 2018 | tvN        | 미스터 션샤인             | 특별출연 | 안창호               | 보기 |
| 2021 | 넷플릭스   | 지옥                      | 주연     | 배영재               |      |
| 2022 | tvN        | 별똥별                    | 특별출연 | 오한별의 소개팅 상대 |      |
| 2024 | 넷플릭스   | The 8 Show                | 주연     | 필립                 |      |
| 2024 | 디즈니+    | 조명가게                  | 특별출연 | 김영탁               |      |
| 2025 | 쿠팡플레이 | 뉴토피아                  | 주연     | 재윤                 |      |

### 무대
| 연도    | 제목            | 역할     |
| ------- | --------------- | -------- |
| 2011~13 | 키사라기 미키짱 | 스네이크 |
| 2014    | G코드의 탈출    | 남자     |
| 2016~17 | 로미오와 줄리엣 | 로미오   |

## 연기 외 활동

### 텔레비전 프로그램
| 연도 | 방송사     | 제목                        | 역할   | 비고                    |  |
| ---- | ---------- | --------------------------- | ------ | ----------------------- |  |
| 2015 | OCN Movies | 나도 영화 감독이다2         |        |                         |  |
| 2017 | SBS        | SBS 나이트라인              | 초대석 | 보기                    |  |
| 2017 | SBS        | 런닝맨                      |        |                         |  |
| 2017 | tvN        | 현장토크쇼 TAXI             |        | 아티스트: 다시 태어나다 |  |
| 2018 | SBS        | 런닝맨                      |        |                         |  |
| 2019 | SBS        | SBS 나이트라인              | 초대석 | 보기                    |  |
| 2019 | YTN        | 뉴스 Q                      |        | 보기                    |  |
| 2019 | SBS        | 런닝맨                      | 게스트 |                         |  |
| 2019 | MBC        | 나 혼자 산다                | 게스트 |                         |  |
| 2020 | tvN        | 놀라운 토요일 - 도레미 마켓 | 게스트 | 황정민과 동반출연       |  |
| 2021 | tvN        | 유 퀴즈 온 더 블럭          | 게스트 |                         |  |
| 2021 | Jtbc       | 아는형님                    | 게스트 | 윤아와 동반출연         |  |
| 2025 | tvN        | 유 퀴즈 온 더 블럭          | 게스트 |                         |  |

### 뮤직 비디오
| 연도 | 가수                    | 노래                          | 공식 유튜브 |
| ---- | ----------------------- | ----------------------------- | --- |
| 2012 | 수정선(신재진)          | <butterfly>                   | - 수정선 <Butterfly> |
| 2013 | 모임별                  | <아편굴 처녀가 들려준 이야기> | |
| 2018 | 학수 a.k.a 심뻑(박정민) | <DONE> <HERO> <노을>          | - 박정민 <HERO (Feat. 김고은, 얀키)> (영화 변산 OST : Byunsan Monologue) - 박정민 <DONE> (영화 변산 OST : Byunsan Monologue) |
| 2018 | 학수 a.k.a 심뻑(박정민) | <DONE> <HERO> <노을>          | - 박정민 <노을> (Live. 유희열의 스케치북)                                                                                    |
| 2018 | 학수 a.k.a 심뻑(박정민) | <DONE> <HERO> <노을>          | - '변산' 씨네콘서트 'MC심뻑' 공연 (무비비)                                                                                   |
| 2018 | 아이유                  | <잊어야 한다는 마음으로>      | - 故 김광석 22주기 헌정영상 - 아이유 <잊어야 한다는 마음으로>                                                                |
| 2019 | 이승환                  | <나는 다 너야>                | - 이승환 <나는 다 너야> |
| 2022 | 강민경, 최정훈          | <우린 그렇게 사랑해서>        | - 강민경, 잔나비 최정훈 - 우린 그렇게 사랑해서 MV                                                                            |

### 음반
| 제목                  | 정보                                                                    | 비고        |
| --------------------- | ----------------------------------------------------------------------- | ----------- |
| 《Byunsan Monologue》 | - 발매일: 2018년 7월 4일 - 레이블: (주)인터파크 - 포맷: 디지털 다운로드 | 변산 (영화) |

#### Byunsan Monologue
| 트랙 | 제목                             | 작사                         | 작곡                               | 편곡                |
| ---- | -------------------------------- | ---------------------------- | ---------------------------------- | ------------------- |
| 1    | Hero(With. 김고은, 얀키(Yankie)) | 박정민, 얀키(Yankie)         | 프라이머리(Primary) , 얀키(Yankie) | 프라이머리(Primary) |
| 2    | '노을'                           | 박정민                       | 얀키(Yankie)                       | Padi                |
| 3    | 심뻑                             | 박정민, 얀키(Yankie)         | 박정민, 얀키(Yankie)               | 얀키(Yankie)        |
| 4    | 야야야                           | 박정민, 얀키(Yankie)         | 얀키(Yankie)                       | 얀키(Yankie)        |
| 5    | Done                             | 박정민, 얀키(Yankie), 김재호 | 얀키(Yankie)                       | 얀키(Yankie)        |
| 6    | 식탁(With. 얀키(Yankie))         | 박정민, 얀키(Yankie)         | Avec Plaisir                       | Avec Plaisir        |
| 7    | 에라이                           | 박정민                       | Avec Plaisir                       | Avec Plaisir        |
| 8    | Slow Driver                      | 박정민                       | Avec Plaisir                       | Avec Plaisir        |
| 9    | 향수                             | 박정민                       | Avec Plaisir                       | Avec Plaisir        |

### 홍보대사
| 연도 | 홍보대사                         |
| ---- | -------------------------------- |
| 2011 | 제5회 상록수다문화국제단편영화제 |

### 광고모델
| 연도 | 기업명           | 제품명              | 종류     | 공동 출연      |
| ---- | ---------------- | ------------------- | -------- | -------------- |
| 2011 | 동아제약         | 박카스              | 비타음료 |                |
| 2016 | 삼성물산         | 빈폴 아웃도어       | 의류     | 서강준         |
| 2017 | 기아             | ALL NEW 모닝        | 자동차   | 진경, 심은경   |
| 2019 | 롯데그룹         | 칸타타 콘트라베이스 | 커피     | 이병헌, 조여정 |
| 2019 | HD현대인프라코어 | DEVELON             | 건설기계 | 강현중         |

### 저서
박정민曰 '"'글을 말로 옮기는 배우' 일을 하다 말을 또 글로 표현해보고 싶어서 이 일을 시작하게 됐다"'
평소에 책을 좋아하고 고려대학교 인문학부에 입학했던 박정민은 작가로서의 팬도 상당히 보유하고 있다. 박정민은 영화 파수꾼의 홍보용 블로그의 '귀여운 베키의 일기' 코너에 촬영 비하인드 스토리를 연재하면서 글 좀 쓰는 배우로 이름을 알렸다. 이후 2013년부터 4년 동안 매거진 《topclass》에 '언희(言喜)'라는 필명으로 칼럼을 실으며 재치있고 유머러스한 필력으로 독자층을 넓혀 갔다. 그 후 이 때 쓴 글을 책으로 묶어 출판 했으며, 제목은 '쓸 만한 인간'.
- 《쓸 만한 인간》: 박정민 산문집(2016년)
- 《쓸 만한 인간》(스페셜 에디션)

## 수상 및 후보
| 연도 | 시상식                        | 부문                         | 작품                 | 결과 |
| ---- | ----------------------------- | ---------------------------- | -------------------- | ---- |
| 2011 | 제20회 부일영화상             | 신인 남자연기상              | 파수꾼               | 후보 |
| 2013 | 제50회 대종상                 | 신인남우상                   | 전설의 주먹          | 후보 |
| 2014 | 제9회 맥스무비 최고의 영화상  | 최고의 남자신인배우상        | 전설의 주먹          | 후보 |
| 2016 | 제16회 디렉터스 컷 어워즈     | 올해의 신인남자연기상        | 동주                 | 수상 |
| 2016 | 제36회 황금촬영상             | 신인남우상                   | 동주                 | 수상 |
| 2016 | 제52회 백상예술대상           | 영화부문 남자 신인연기상     | 동주                 | 수상 |
| 2016 | 2016년 한국영화를 빛낸 스타상 | 신인남우상                   | 동주                 | 수상 |
| 2016 | 제25회 부일영화상             | 신인 남자연기상              | 동주                 | 후보 |
| 2016 | 제25회 부일영화상             | 남우조연상                   | 동주                 | 후보 |
| 2016 | 제37회 청룡영화상             | 신인남우상                   | 동주                 | 수상 |
| 2017 | 제4회 들꽃영화상              | 남우주연상                   | 동주                 | 후보 |
| 2017 | 제22회 춘사영화상             | 남우조연상                   | 동주                 | 수상 |
| 2017 | 제1회 신필름예술영화제        | 상업영화부문부문 배우상      | 빈칸                 | 수상 |
| 2018 | 제19회 부산영화평론가협회상   | 남우주연상                   | 변산                 | 수상 |
| 2019 | 제24회 춘사영화제             | 남우주연상                   | 변산                 | 후보 |
| 2020 | 제29회 부일영화상             | 남우조연상                   | 다만 악에서 구하소서 | 후보 |
| 2020 | 제40회 한국영화평론가협회상   | 남우조연상                   | 다만 악에서 구하소서 | 수상 |
| 2021 | 제41회 청룡영화상             | 남우조연상                   | 다만 악에서 구하소서 | 수상 |
| 2021 | 제57회 백상예술대상           | 영화부문 남자조연상          | 다만 악에서 구하소서 | 수상 |
| 2021 | 제30회 부일영화상             | 남우조연상                   | 다만 악에서 구하소서 | 후보 |
| 2021 | 제15회 아시아 필름 어워즈     | 남우조연상                   | 다만 악에서 구하소서 | 후보 |
| 2021 | 제26회 춘사국제영화제         | 남우조연상                   | 다만 악에서 구하소서 | 수상 |
| 2022 | 제20회 디렉터스 컷 어워즈     | 시리즈부문 올해의 남자배우상 | 지옥                 | 후보 |
| 2023 | 제32회 부일영화상             | 남우조연상                   | 밀수                 | 후보 |
| 2023 | 제59회 대종상                 | 남우조연상                   | 밀수                 | 후보 |
| 2023 | 제44회 청룡영화상             | 남우조연상                   | 밀수                 | 후보 |
| 2024 | 제60회 백상예술대상           | 영화부문 남자 조연상         | 밀수                 | 후보 |
| 2025 | 제61회 백상예술대상           | 영화부문 남자 조연상         | 전,란                | 후보 |

### 내용주
1. ↑  2017년 3월 19일 방영분(342회)
2. ↑  2018년 4월 22일 방영분(397회)
3. ↑  2018년 8월 5일 방영분(412회)

### 참조주
1. ↑  김지혜 (2018년 7월 16일). “[스브수다] 박정민의 도장깨기”. 《SBS 뉴스》. 2018년 10월 21일에 확인함.
2. ↑  김연지 (2016년 7월 22일). “[취중토크③] 박정민 "연기 제대로 하고 싶어 고려대 자퇴"”. 2018년 12월 8일에 확인함.
3. ↑  정시우 (2016년 2월 29일). “‘동주’ 박정민, 과정이 아름다운 당신(인터뷰)”. 2018년 10월 16일에 원본 문서에서 보존된 문서. 2018년 12월 8일에 확인함.
4. ↑  이소담 (2017년 2월 1일). “[팝업★]늦게 뜰 거란 황정민 예상 앞당긴 박정민의 힘”. 2018년 12월 8일에 확인함.
5. ↑  영상원 영화과 입학 후 전과하였다.
6. ↑  “파수꾼 홍보용 블로그”. 2018년 12월 8일에 확인함.
7. ↑  강대호 (2018년 6월 27일). “박정민 ‘저예산 영화의 송강호’…작가로도 호평”. 2018년 12월 8일에 확인함.
8. ↑  심사위원 만장일치 수상이다.